# Balaena
A Balaena az emlősök (Mammalia) osztályának párosujjú patások (Artiodactyla) rendjébe, ezen belül a Whippomorpha alrendjébe és a simabálnafélék (Balaenidae) családjába tartozó típusnem.

## Rendszerezés
A nembe az alábbi 1 élő faj és 3 fosszilis faj tartozik:
- †Balaena affinis – pliocén; Egyesült Királyság
- †Balaena montalionis – pliocén; Olaszország
- grönlandi bálna (Balaena mysticetus) Linnaeus, 1758 – típusfaj; pleisztocén – jelen; Jeges-tenger peremvidéke
- †Balaena ricei – pliocén; Virginia, Amerikai Egyesült Államok

A fenti fajok mellett, az alábbi taxonok is léteznek, azonban ezek valódisága és/vagy hovátartozása viták tárgyai:
- †Balaena arcuata – miocén/pliocén; Belgium (taxon dubium)
- †Balaena forsythmajori – pliocén; Olaszország (taxon dubium)
- †Balaena larteti – neogén; Franciaország (taxon dubium)
- †Balaena macrocephalus – miocén; Franciaország (taxon dubium)
- †Balaena simpsoni – miocén/pliocén; Chile (talán Neobalaenidae-faj[1]) (taxon dubium)
- †Balaena pampaea – pleisztocén; Argentína (taxon inquirendum)

### Fordítás
- Ez a szócikk részben vagy egészben  a   Balaena című angol Wikipédia-szócikk ezen változatának fordításán alapul.  Az eredeti cikk szerkesztőit annak laptörténete sorolja fel. Ez a jelzés csupán a megfogalmazás eredetét és a szerzői jogokat jelzi, nem szolgál a cikkben szereplő információk forrásmegjelöléseként.